# Жертва моды
Же́ртва мо́ды (от англ. fashion victim) — термин, принадлежит дизайнеру Оскару де ла Рента и обозначает один из феноменов повседневной жизни — человека, до крайностей подчиняющегося влияниям моды, тем самым выходя за рамки здравого смысла. Само понятие «жертва моды» (фр. victime de la mode) возникло после Великой французской революции 1789 года — так называли молодых девушек, выбегавших зимой в недавно вошедших в моду шифоновых платьях, и, как результат, огромное количество летальных исходов от пневмонии.

## Область применения термина
- социология: французский социолог и преподаватель Парижского института политических исследований Гийом Эрнер посвятил данному феномену эссе (см. Жертвы моды?);
- реклама и маркетинг (в качестве рекламного слогана или названий коллекций):
  - Fashion Victim — название американской компании, занимающейся дизайном футболок и имеющей эксклюзивные права на изображение Че Гевары;
  - голландский фотограф Эрвин Олаф назвал свою некоммерческую серию работ «Fashion Victims»;
- массмедиа;
- деловой жаргон специалистов индустрии моды: модный дизайнер Жан-Клод Житруа (Jean-Claude Jitrois) в одном из интервью провокационно назвал себя жертвой моды;
- молодёжный сленг: фэшн виктим — жертва моды; антоним — фэшн-дизастер (от англ. disaster — бедствие), то есть яростный противник моды или человек, игнорирующий её постулаты;
- следует отличать выражение «жертва моды» от термина «жертва моды» (прямого аналога «фэшн виктим»): например, жертвами моды называют животных, убитых для процветания индустрии меха.

## Характерные признаки жертвы моды
- крайне высокая степень интереса к моде и гламуру;
- лейбломания — погоня за модными лейблами (в одежде и других категориях продукции для потребления);
- крайности в выборе одежды: согласно деловому сленгу индустрии моды, человека, который одет-обут не просто в вещи одной марки, но ещё и из коллекции одного сезона, назовут «жертвой моды»[1];
- некритичное восприятие новинок моды и информации глянцевых изданий;
- слепое подражание эталонам и иконам стиля, доходящее до абсурда;
- ониомания (шопоголизм);
- увлечение пластическими операциями;
- чрезмерное увлечение диетами (как следствие, анорексия, булимия);
- танорексия — чрезмерное увлечение загаром (как следствие, преждевременное старение кожи, воспаление лимфоузлов или онкологические заболевания);
- отказ от естественности: чрезмерное увлечение декоративной косметикой, перекрашиванием и наращиванием волос, искусственными ногтями, накладными ресницами, искусственным загаром, косметической стоматологией, косметической ортопедией и т. п.;
- выбор одежды и обуви в угоду красоты и моды, а не удобства и отсутствия опасности для здоровья:
  - постоянное ношение высоких каблуков и неудобной обуви и, как следствие, деформация стопы, искривление позвоночника и смещение внутренних органов;
  - чрезмерно узкие брюки, джинсы, нижнее белье и, как следствие, нарушение кровообращения;
  - одежда и обувь не по погоде и, как следствие, переохлаждение внутренних органов, пневмония;
  - увлечение лакированной обувью, не позволяющей коже дышать, и, как результат, кожные заболевания.
- тату-зависимость.

## Причины возникновения явления
- Общество потребления и место моды в нём;
- Средства массовой информации и реклама;
- Психологические особенности человека:
  - низкая самооценка;
  - желание быть в центре внимания;
  - перфекционизм;
  - некритичность, отсутствие рефлексии;
  - внушаемость;
  - конформизм.
- Работа в сфере шоу-бизнеса или индустрии моды.

## Группа риска
- Подростки;
- Представители шоу-бизнеса;
- Специалисты индустрии моды;
- Представители модельного бизнеса;
- Представители рекламного бизнеса и пиар-специалисты;
- Жители мегаполисов;
- Женщины до 45 лет.

## Знаменитые жертвы моды

### Знаменитые жертвы анорексии
- Эди Седжвик — американская актриса, икона моды 1960-х годов и муза Энди Уорхола. Она умерла от анорексии и передозировки барбитуратов в возрасте 28 лет[2].
- Карен Карпентер — американская певица. Умерла в 32-летнем возрасте от сердечного приступа, вызванного тяжёлой борьбой с анорексией.
- Ана Каролина Рестон — бразильская модель. Скончалась от нервной анорексии в 22 года.
- Луисель и Элиана Рамос — уругвайские сёстры-модели. Скончались с разницей в полгода в возрасте 22 и 18 лет от сердечной недостаточности, вызванной анорексией.
- Аллегра Версаче — итальянский дизайнер, племянница знаменитого Джанни Версаче. Долгое время боролась с анорексией и преодолела её.[3].
- Мэри-Кейт Олсен — американская актриса, продюсер и дизайнер. В 2004 году подтвердила слухи о своих проблемах со здоровьем, сказав, что больна анорексией, тогда Мэри-Кейт весила чуть больше 30 килограммов[4].
- Изабель Каро — французская модель. Болела анорексией с 13 лет и умерла в 28-летнем возрасте.
- Эшли Симпсон-Вентц — американская певица и актриса. Болела анорексией в подростковом возрасте[5].

### Знаменитые жертвы пластической хирургии
- Дженис Дикинсон[6]
- Джоан Риверз[7]
- Джоселин Вильденштайн[8]
- Донателла Версаче[9]
- Елена Проклова[10]
- Игорь и Григорий Богдановы[11]
- Кортни Лав
- Людмила Гурченко[12]
- Майкл Джексон
- Маша Малиновская[13]
- Маша Распутина[14]
- Микаела Романини[15]
- Сергей Зверев[16]
- Лоло Феррари
- Ирэн Феррари
- Бриджит Керков
- Юля Волкова
- Светлана Лобода
- Алекса

### Знаменитые жертвы ониомании (шопоголизма)

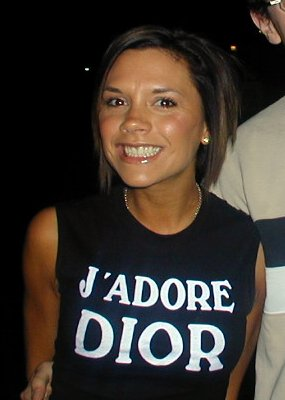
Виктория Бекхэм

- Виктория Бекхэм
- Ксения Собчак
- Lil Pump

### Знаменитые жертвы индустрии моды
- Дрю Бэрримор[17]
- Канье Уэст[18]
- Линдси Лохан[19]

## Жертвы моды в истории
Жертвам моды в современном понимании предшествовали жертвы различных изменчивых эталонов красоты в прошлом:
- Мода на маленький размер ноги в Китае явилась причиной появления обычая, который просуществовал до начала XX века. Девочкам пеленали ноги, подгибая на них все пальцы, за исключением большого. Эта процедура была весьма болезненной, но выполнялась до тех пор, пока стопа не приобретала нужную дугообразную форму.[20]
- Маленькая грудь была эталоном для женщин средневековой Европы, для достижения которого ещё юным девушкам туго перетягивали грудь, не позволяя ей расти.
- Мода на очень тонкую талию в Европе и России послужила причиной появления корсетов, плотно стягивающих силуэт и сдавливающих внутренние органы, вызывая обмороки и различные заболевания.
- Мода на круглое лицо в Древней Руси привела к тому, что младенцев распаривали в бане и воздействовали на череп, формируя «правильную» круглую форму.
- Мода на косые глаза у тюркоязычных народов, а также американских индейцев майя стала причиной возникновения обычая привязывать близко к глазам младенца в люльке разные предметы, монеты, чтобы взгляд был всегда направлен в одну точку.
- В России для отбеливания лица использовались ядовитые свинцовые белила.

## Беллетристика
- Fashion Victim: A novel by Sam Baker. — Ballantine Books, 2005  Архивная копия от 26 августа 2016 на Wayback Machine
- Бейкер Сэм. Жертва моды/ Пер. с англ. — Изд-во АСТ, 2007. — 414 с